# Karl Boehm (Mathematiker)
Karl Boehm (auch Carl Boehm, * 29. April 1873 in Mannheim; † 7. März 1958 in Kressbronn am Bodensee) war ein deutscher Mathematiker.

## Leben
Karl Boehm studierte ab dem Wintersemester 1891/92 an der Ruprecht-Karls-Universität Heidelberg und wurde bei Leo Koenigsberger am 1. August 1896  promoviert und am 7. Juli 1900 habilitiert. Anschließend war er in Heidelberg als Privatdozent tätig und wurde am 25. November 1904 zum außerordentlichen Professor ernannt. Im Wintersemester 1913/14 wechselte Karl Boehm an die Universität Königsberg. 1917 wurde er als ordentlicher Professor an die Technische Hochschule Karlsruhe berufen, wo er bis zu seiner Emeritierung 1936 wirkte. Zu Beginn des Zweiten Weltkriegs war er Kryptoanalytiker in der Inspektion 7 Gruppe IV (der späteren Gruppe VI) des Oberkommandos des Heeres (OKH/In 7/IV).
Am 11. März 1916 wurde Karl Boehm unter der Matrikel-Nr. 3373 als Mitglied in die Kaiserliche Leopoldinisch-Carolinische Deutsche Akademie der Naturforscher aufgenommen.
1929 wurde er außerordentliches Mitglied der Heidelberger Akademie der Wissenschaften und 1953 Ehrenbürger der TH Karlsruhe.
Zu seinen Schülern gehören Maria Margarete Blass (* 1887), die 1915 bei ihm an der Universität Königsberg zum Dr. phil. promoviert wurde, und Wilhelm Quade, der mit seiner 1932 gedruckten Dissertation bei ihm an der TH Karlsruhe promovierte.

## Schriften
- Allgemeine Untersuchungen über die Reduction partieller Differentialgleichungen auf gewöhnliche Differentialgleichungen mit einer Anwendung auf die Theorie der Potentialgleichung. Teubner, Leipzig 1896 Digitalisat
- Zur Integration partieller Differentialgleichungen. Teubner, Leipzig 1900 Digitalisat
- Elliptische Funktionen. Erster Teil, Göschen, Leipzig 1908 Digitalisat
- Axiome der Arithmetik. Sitzungsberichte der Heidelberger Akademie der Wissenschaften, Mathematisch-Naturwissenschaftliche Klasse, Abteilung A, Mathematisch-physikalische Wissenschaften, 1911, 13. Abhandlung, Heidelberg 1911 Digitalisat